# Vânătorul de care R-35
Vânătorul de care R-35 a fost o versiune proiectată și produsă în România a tancului francez Renault R-35, fiind folosit în cadrul celui de-al Doilea Război Mondial.

## Istorie
După rezultatele dezastruoase ale bătăliei de la Stalingrad, au fost făcute sugestii de a moderniza tancurile Renault R-35 existente, fie prin înlocuirea turelei originale cu cea a tancului ușor sovietic T-26, fie prin înlocuirea tunului principal cu unul sovietic de 45 mm sau cu un tun antitanc Schneider de 47 mm. În decembrie 1942 s-a decis ca cercetările să se concentreze pe înlocuirea tunului original de 37 mm cu cel sovietic de 45 mm obținut de la tancurile capturate BT-7 și T-26, iar proiectul a fost încredințat colonelului Constantin Ghiulai și căpitanului Dumitru Hogea. Tunul a fost atașat de o extensie frontală a turelei care avea să conțină mecanismul de recul, însă chiar și așa spațiul interior era prea îngust pentru a permite și montarea unei mitraliere coaxiale ZB. În plus, obuzele de 45 mm erau de trei ori mai mari decât cele de 37 mm. Prototipul a fost finalizat la sfârșitul lunii februarie 1943 și după ce a fost testat în vara aceluiași an, Comandamentul Trupelor Mecanizate a ordonat conversia a 30 de tancuri R-35. Tunurile de 45 mm au fost recondiționate la Arsenalul Armatei din Târgoviște, în timp ce afeturile au fost turnate la uzinele Concordia din Ploiești. Conversia celor 30 de tancuri a avut loc la Atelierele Leonida și a durat până în iunie 1944. Vehiculele, denumite „Vânătorul de care R-35 (transformat)”, au fost returnate Regimentului 2 Care de Luptă. În iulie 1944, Comandamentul Trupelor Mecanizate a ordonat ca restul de tancuri R-35 să fie convertite, însă evenimentele de după 23 august au împiedicat acest lucru. Vânătorii de care R-35 au fost utilizați împreună cu tancurile R-35 în campania din Cehoslovacia și Austria, toate exemplarele fiind pierdute până la sfârșitul războiului.
În prezent, există o singură piesă rămasă din acest tanc, o turelă descoperită în valea râului Hron din Slovacia.